# Universitat Estatal de Nova York
La Universitat Estatal de Nova York (en anglès State University of New York o SUNY) és un sistema d'institucions públiques d'educació superior a Nova York (Estats Units). És el sistema integral més gran d'universitats, col·legis i col·legis comunitaris als Estats Units, amb una matrícula total de 606.232 estudiants, més 1,1 milions d'estudiants d'educació per a adults, que abasta 64 campus a tot l'estat. Liderat per la cancellera Kristina M. Johnson, el sistema SUNY compta amb 88.000 professors i uns 7.660 programes de grau i certificat en general i un pressupost de 10,700 milions de dòlars.
SUNY inclou moltes institucions i quatre centres universitaris: Albany (1844), Binghamton (1946), Buffalo (1846) i Stony Brook (1957). Les oficines administratives de SUNY es troben a Albany, la capital de l'estat, amb oficines per satèl·lit a Manhattan i Washington, DC. El campus més gran de SUNY és la Universitat de Buffalo, que també té el major finançament de dotació i investigació.
La Universitat Estatal de Nova York va ser creada el 1948 pel governador Thomas E. Dewey, a través de l'aplicació legislativa de les recomanacions de la Comissió Temporal sobre la necessitat d'una universitat estatal (1946-1948). La Comissió estava presidida per Owen D. Young, que aleshores era president de General Electric. El sistema es va ampliar enormement durant l'administració del governador Nelson Rockefeller, que va tenir un interès personal en el disseny i la construcció de noves instal·lacions de SUNY a tot l'estat.
A més d'unitats de la Universitat de la Ciutat de Nova York (CUNY), SUNY comprèn totes les altres institucions d'educació superior a nivell estatal que compten amb l'estat.